# Gastronomía de la provincia de Salamanca

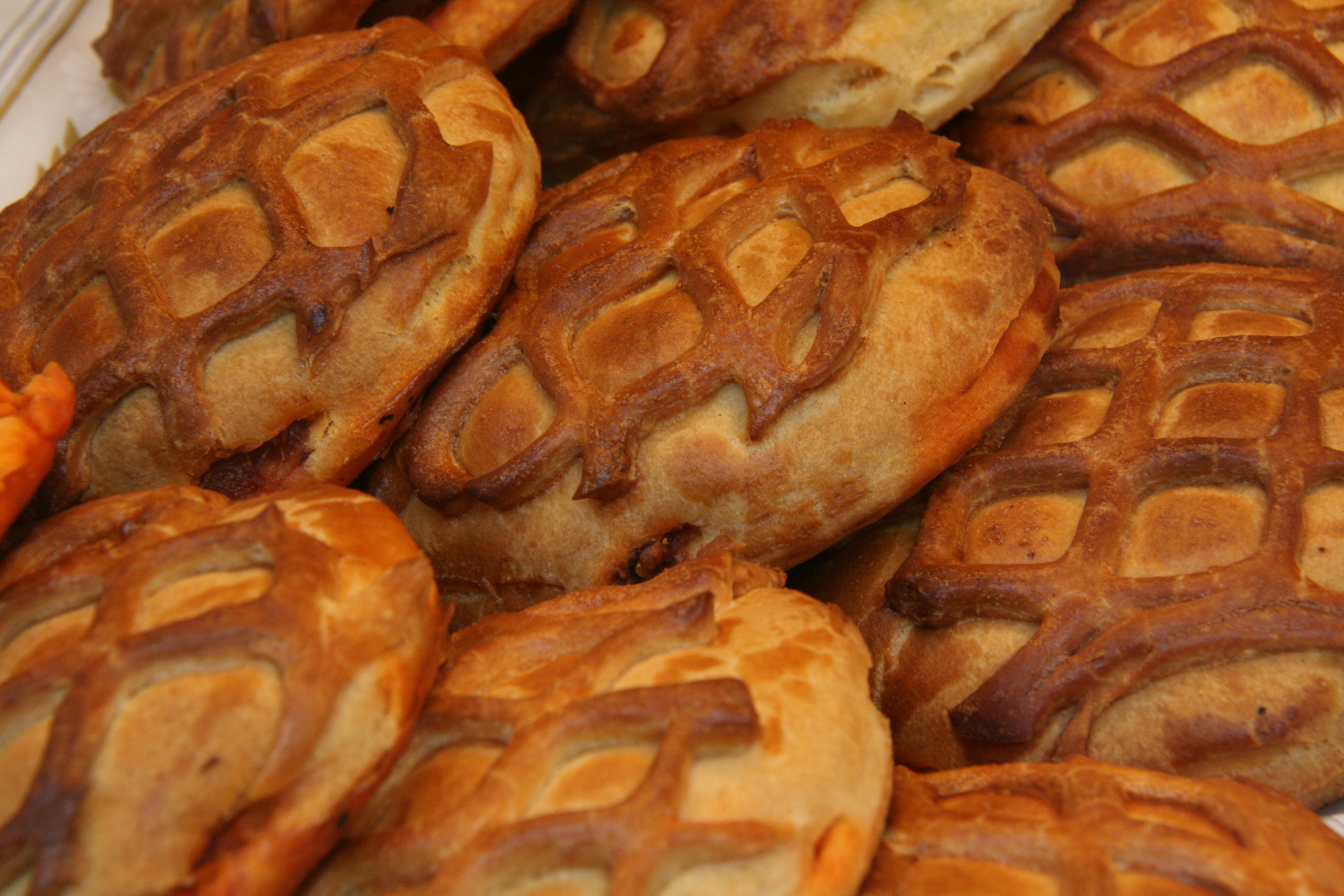
El hornazo de Salamanca es una de sus preparaciones estrella.

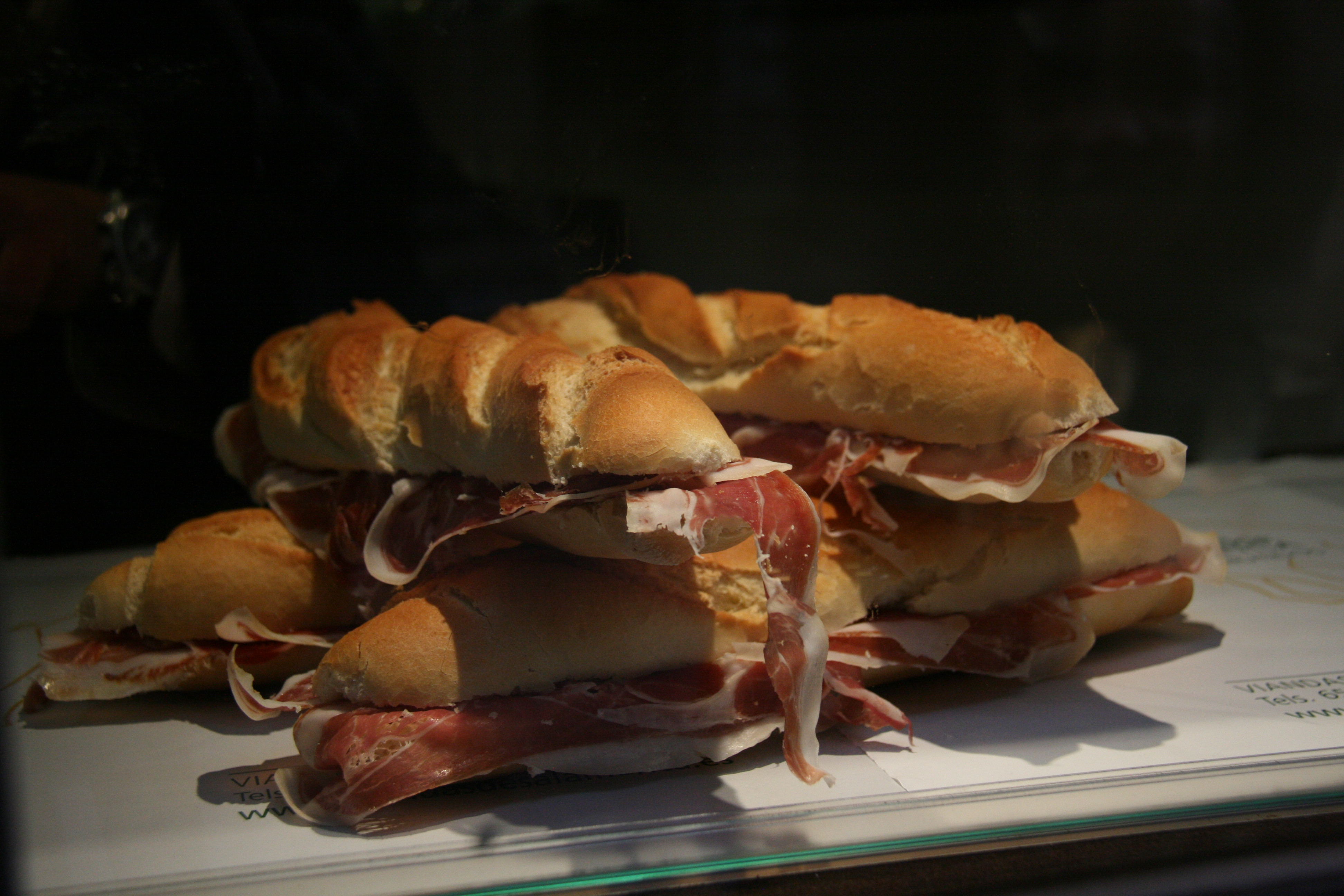
El jamón de Guijuelo se suele servir de diversas formas, como en bocadillo.

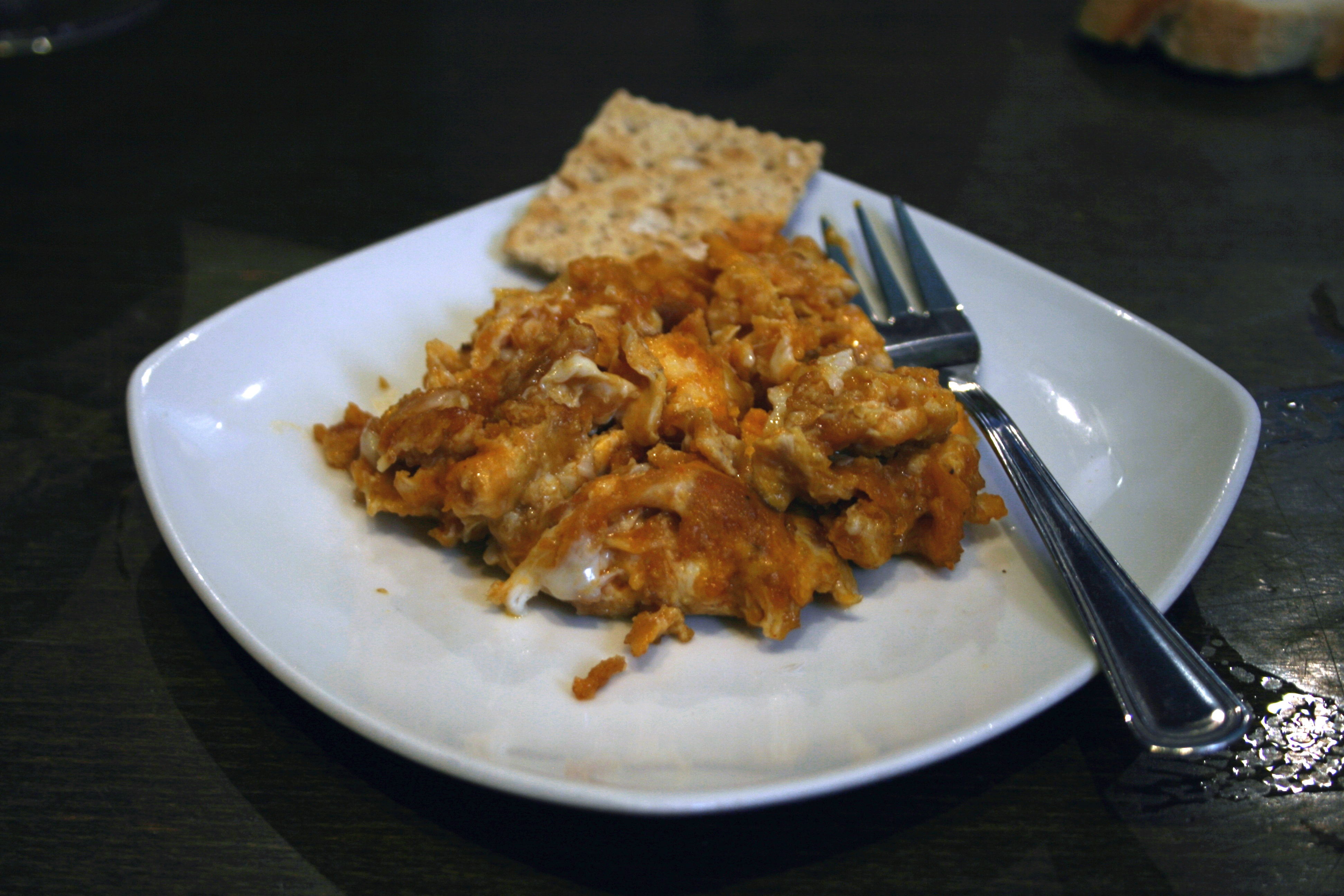
Una tapa de farinato servida con su revuelto de huevo.

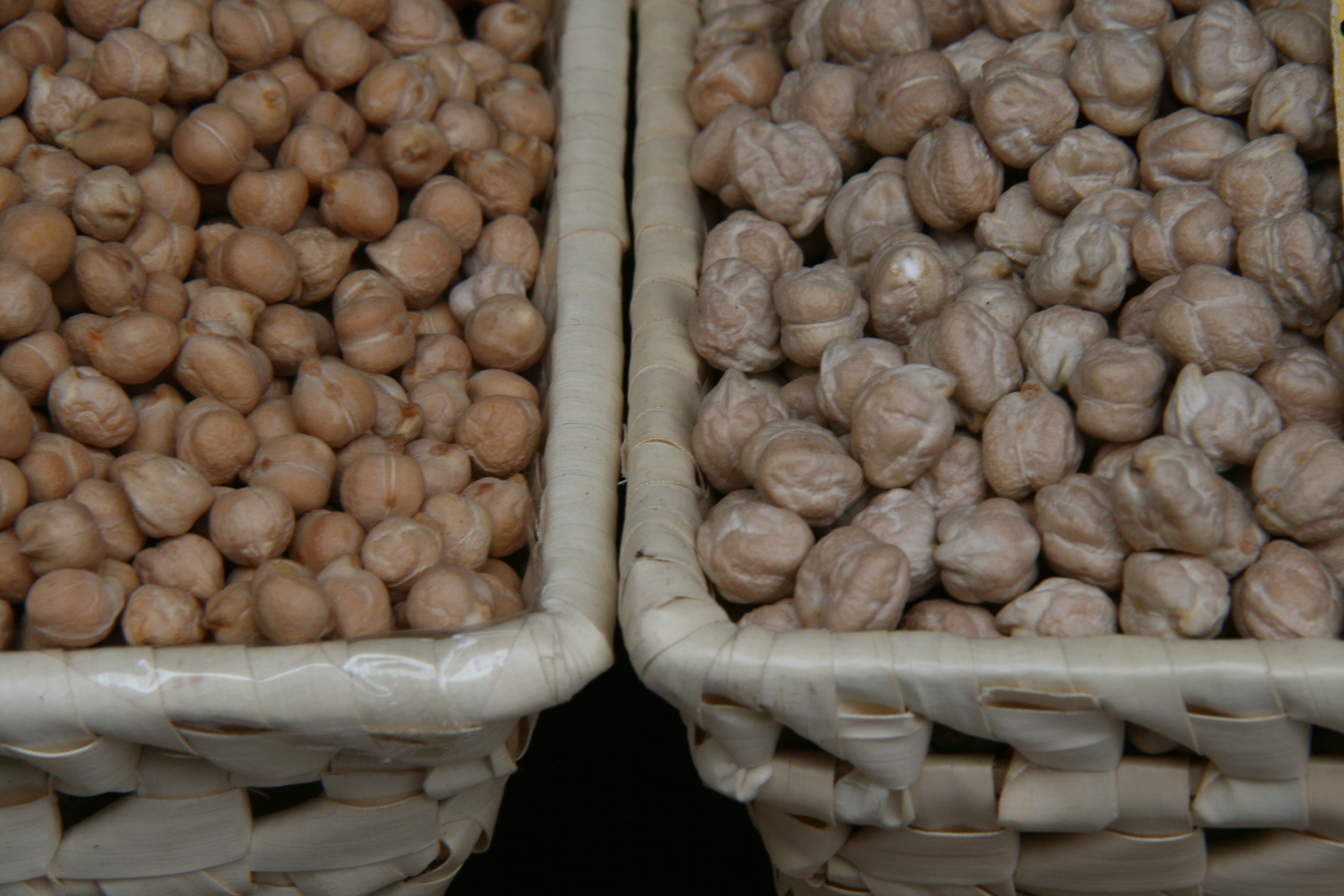
Comparación de garbanzos: Pedrosillo (izquierda) y Fuentesaúco (derecha).

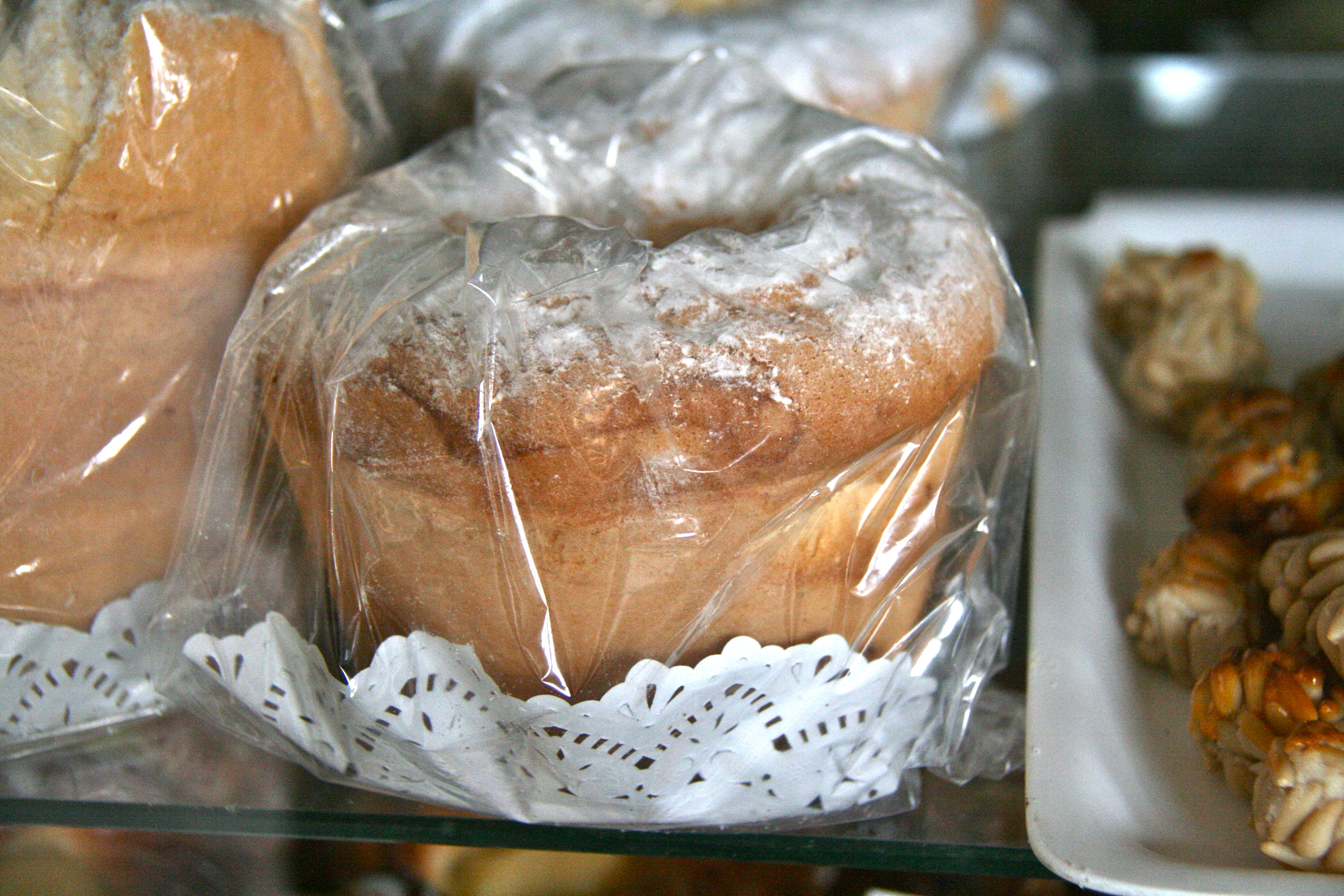
Un bollo maimón en su bolsa.

La gastronomía de la provincia de Salamanca es el conjunto de platos y costumbres culinarias de la provincia de Salamanca, en España. Su cabaña ganadera, su chacinería (embutidos y jamones) y la abundancia de campos cultivados con diversos cereales ya da idea clara de la cocina y de sus preparaciones. Su cocina hace de puente entre las cocinas extremeña, leonesa, portuguesa y castellana. La provincia de Salamanca posee dos zonas vitivinícolas características: Arribes del Duero y Sierra de Salamanca.

## Historia
Se sabe de algunos detalles de la cocina del siglo XVII por haber editado, en el año 1607, el cocinero del Colegio Mayor de Oviedo, Domingo Hernández de Maceras un libro titulado "Libro del arte de cocina". En él se describe la comida de los estudiantes en los Colegios Mayores. Se sabe igualmente de las características de la cocina charra por comentarios de Pedro Ruiz de Alarcón que en el año 1879 tildaba la cocina de Salamanca de "barata y rica".

## Ingredientes
Su cabaña ganadera, su chacinería y la abundancia de campos cultivados con diversos cereales ya da idea clara de la cocina y de sus preparaciones. Existe con la ganadería una producción de quesos como los de Hinojosa, Villamayor, Cantalapiedra y Villarino de los Aires.

### Carnes
La cocina charra es esencialmente cárnica. Los campos de la provincia de Salamanca dan lugar a una producción de castañas y bellotas que alimentan a una ganadería porcina capaz de proporcionar abundantes productos de chacinería. Entre ellos se tienen embutidos como la longaniza de Salamanca, el chorizo cular (embutido en tripa gruesa o de gran calibre). Algunos de ellos como los farinatos (populares en Ciudad Rodrigo), que son embutidos elaborados con manteca de cerdo, miga de pan, pimentón, cebolla, sal y granos de anís. Los farinatos se suelen freír y acompañarse de huevos fritos, y más modernamente, de huevo revuelto, que en la actualidad son servidos como tapas. Los chorizos de Candelario. El jamón curado en Guijuelo. Con el chorizo se elaboran los hornazos que son una especie de empanada rellena de chorizo picado, huevo duro y lomo de cerdo. A destacar el hornazo de Cepeda que está cubierto de azúcar. Otro plato típico en algunos de sus municipios es el tostón (cochinillo asado) y el lechazo asado.
Entre la carne de vacuno cabe destacar la carne de morucha una raza autóctona (posee un sello de denominación de origen desde 1995), siendo más oscura que la carne de vaca tradicional. El picadillo de carne de Tejares, las migas de rico. El cordero se puede servir en menestra de cordero, asado como las chuletas de cordero a la brasa, el codero al Astiz. De la misma forma se tiene el cabrito asado. En el terreno de la volatería se conocen preparaciones de pavo, es conocido el pollo relleno a la salmantina.
Las truchas del Tormes son el pescado fresco más importante procedente de la pesca fluvial. Entre los pescados conservados se tiene el bacalao que se prepara en Béjar (bacalao a la bejarana).

### Verduras y hortalizas
Las legumbres son famosas en la provincia, de esta forma se tienen abundantes garbanzos (los más famosos son los pedrosillanos, de Pedrosillo el Ralo, de pequeño tamaño), lentejas (son conocidas las de Armuña) y alubias. Todos ellos compuestos con carnes en cocidos.
Existe un plato, las habas a la salmantina elaboradas con chorizo y puntas de jamón. Las patatas con chorizo, las patatas meneadas y Calderillo que es un guiso típico de patatas y carne de ternera aderezado con pimiento rojo, cebolla y laurel. El zorongollo de influencia extremeña se da en algunos municipios del área meridional de la provincia. Entre la producción de cereales se encuentra la de trigo que se emplea en la elaboración de pan. Entre los arroces se encuentra la chanfaina salmantina que se elabora con arroz y menudos de aves y cordero. Una ensalada típica es el limón serrano elaborada de naranjas, limón, huevo cocido y chorizo aliñado con azúcar, sal, aceite de oliva y un chorrito de vino tinto. Existe cierta producción de aceite de oliva en las Riberas del Duero y el sur de la provincia.

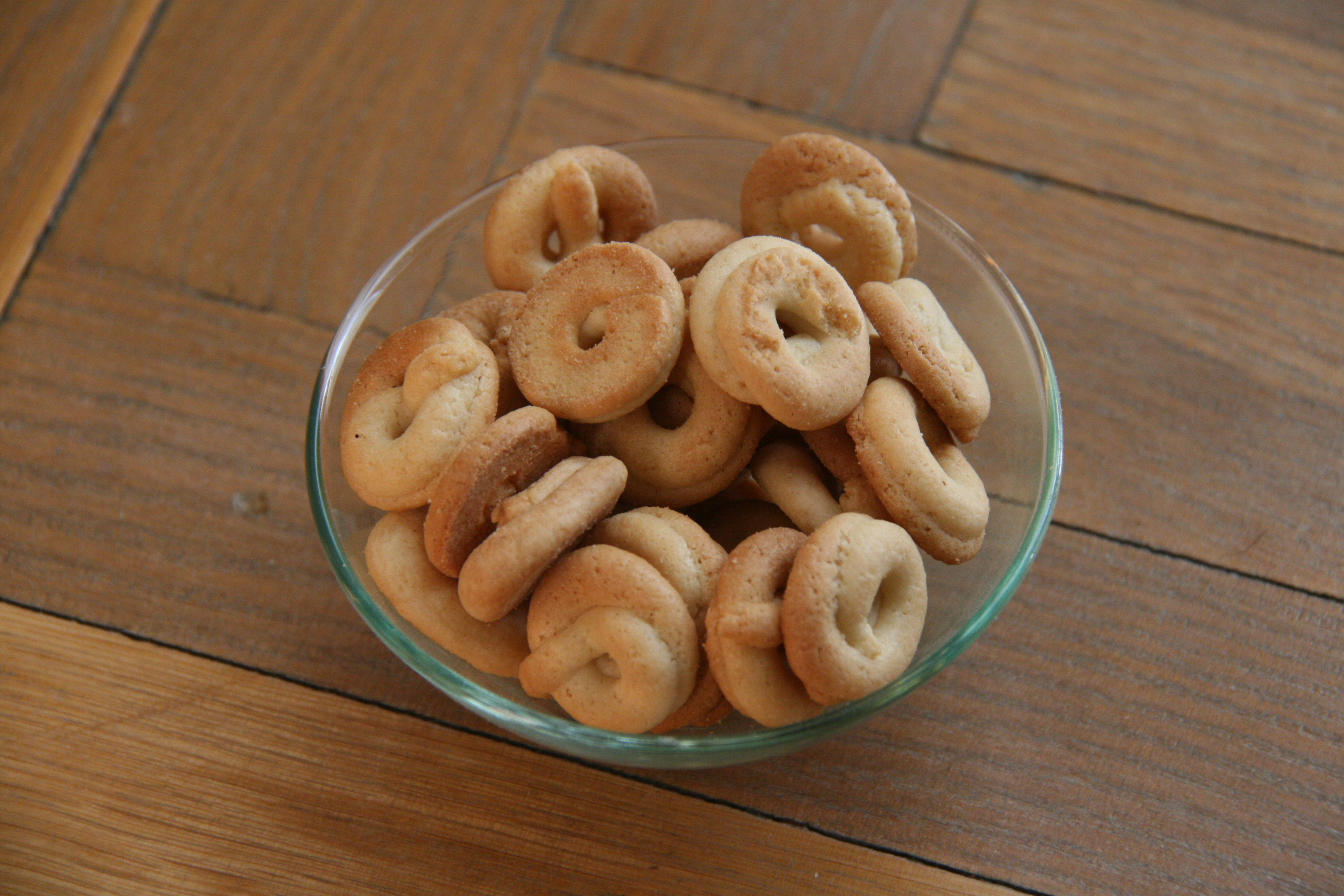
Rosquillas de Ledesma.

## Repostería
Existen algunas peparaciones reposteras típicas de la provincia. Tales son el bollo maimón, la tortilla de arroz y azúcar, en la capital los chochos de yema (un confite en forma de peladilla de gran tamaño), las rosquillas de Ledesma. En La Alberca son muy apreciados los amarguillos (galletas de almendra), las almendras garrapiñadas de Alba de Tormes, los hojaldres de Ledesma. En Cepeda las perrunillas, los mantecados, rosquillas y buñuelos. Los turrones de almendra son populares en la provincia, de la misma forma en Ciudad Rodrigo el repelao que es un dulce de la comarca con sabor parecido al mazapán y las perronillas. Gran tradición arrastran las obleas de Cipérez notables, además de por su sabor, por los dibujos de las planchas con las que se forman.

## Denominaciones de Origen

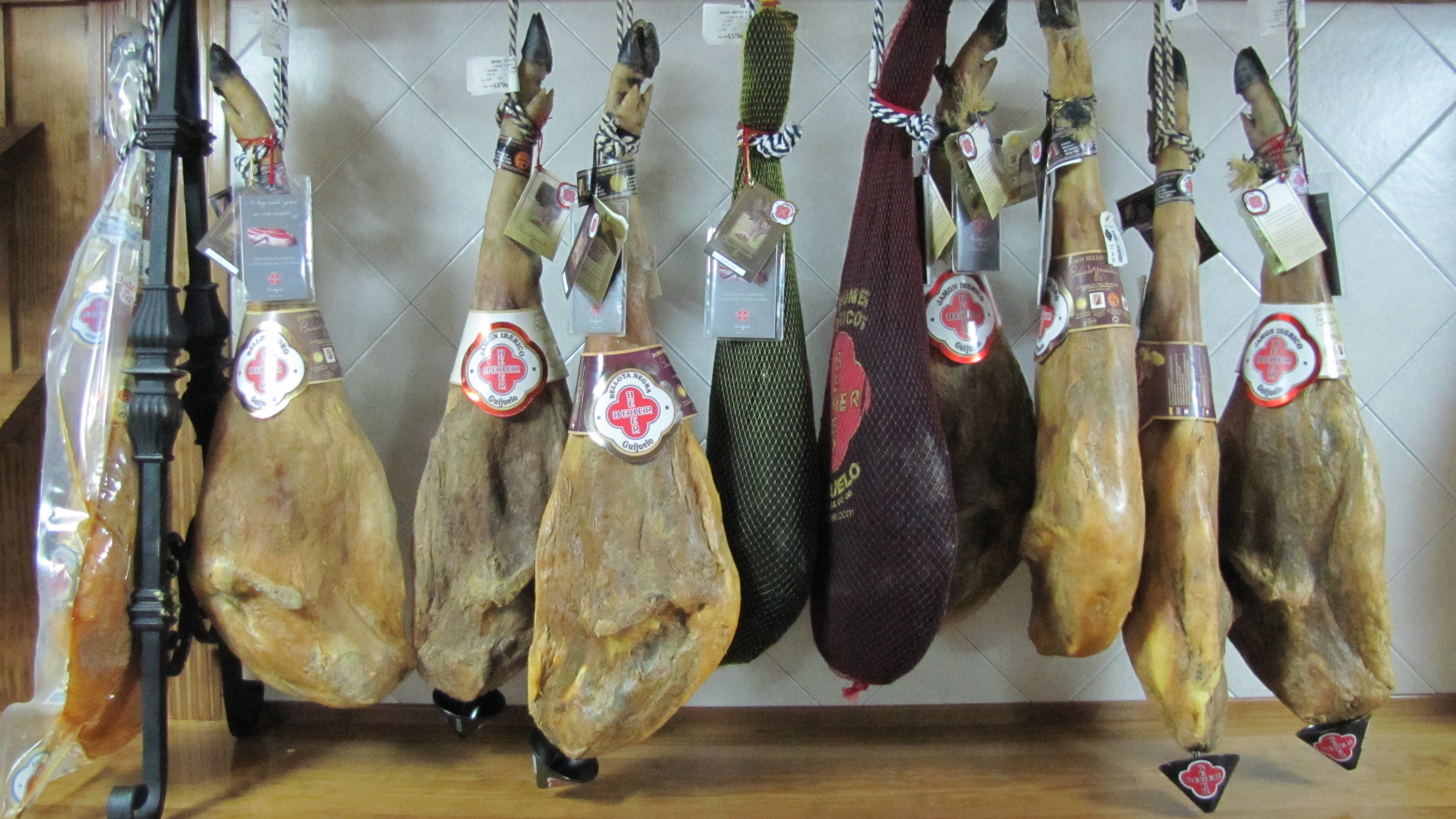
Varios jamones de bellota con D.O. Jamón de Guijuelo, de BEHER, Bernardo Hernández.

Localización de la zona de producción vitivinícola de la D.O. Arribes.

| Producto                              | Protección             | Obtención      | Sede del Consejo Regulador       |
| Carnes frescas                        | Carnes frescas         | Carnes frescas | Carnes frescas                   |
| ------------------------------------- | ---------------------- | -------------- | -------------------------------- |
| Carne de morucha de Salamanca         | Indicación Geográfica  | 1995           | Salamanca                        |
| Ternera charra                        | Marca de Garantía      | 2000           | Salamanca                        |
| Embutidos y carnes curadas            |                        |                |                                  |
| Jamón de Guijuelo                     | Denominación de Origen | 1986           | Guijuelo (Salamanca)             |
| Quesos, lácteos y productos vegetales |                        |                |                                  |
| Queso Arribes de Salamanca            | Marca de Garantía      | 2002           | Vitigudino (Salamanca)           |
| Garbanzo de Fuentesaúco               | Indicación Geográfica  | 2003           | Villares de la Reina (Salamanca) |
| Lenteja de la Armuña                  | Indicación Geográfica  | 1993           | Villares de la Reina (Salamanca) |
| Cereza de la Sierra de Francia        | Marca de Garantía      | 2007           | Madroñal (Salamanca)             |
| Vinos                                 |                        |                |                                  |
| Arribes                               | Denominación de Origen | 2007           | Pereña de la Ribera (Salamanca)  |